# Brauerei Ried
Die Brauerei Ried e.Gen. ist eine Bierbrauerei in der Stadt Ried im Innkreis (Oberösterreich).

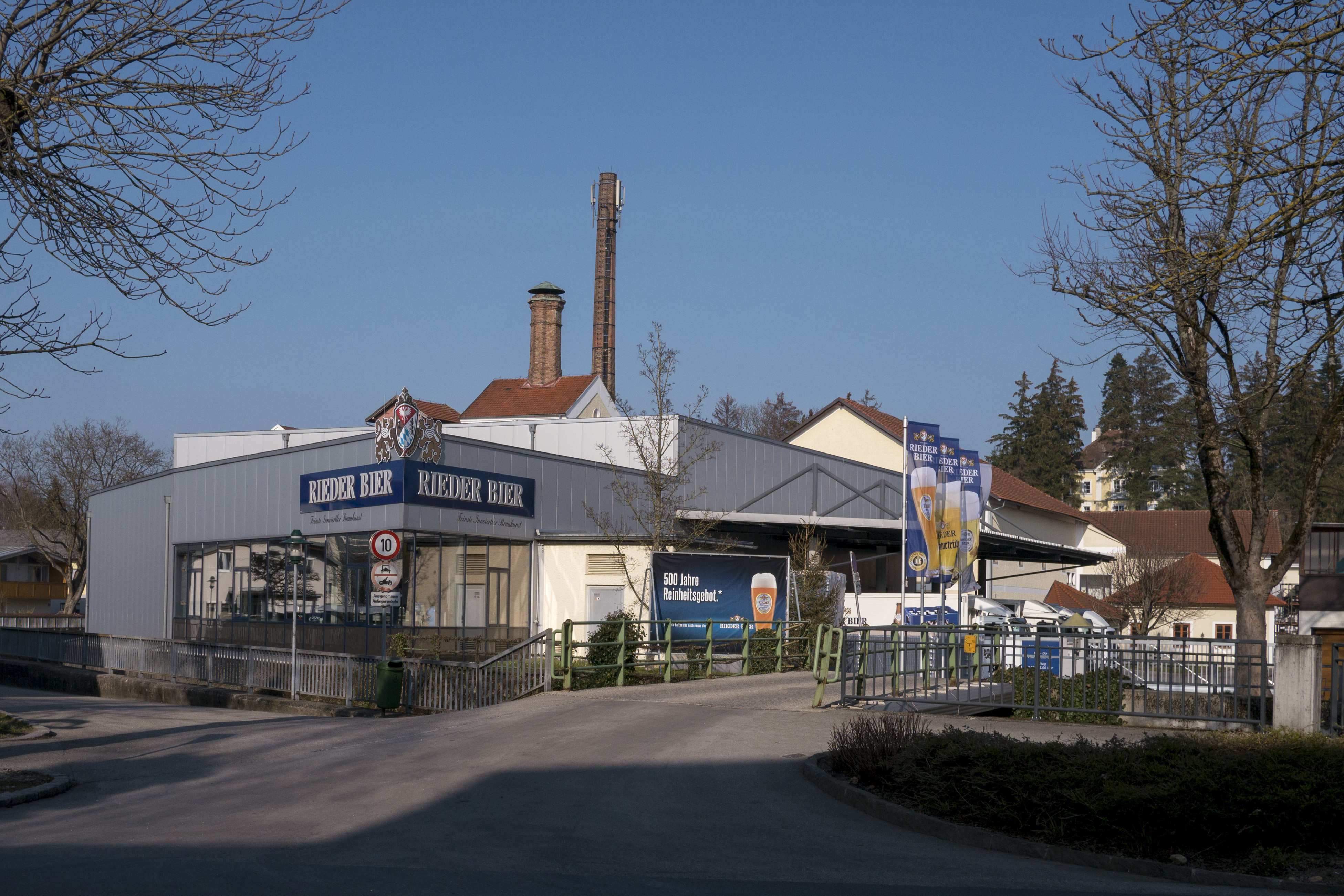
Die Brauerei nach der Brücke über den Oberach-Bach

## Geschichte
Am heutigen Standort der Brauerei Ried wurde vermutlich bereits 1432 Bier gebraut, da in diesem Jahr ein „Wernhart Prew“ urkundlich belegt ist. Die Brauerei selbst leitet ihre Entstehung hingegen auf das Jahr 1536 zurück, als im damals Schwarzmann genannten Rieder Ortsteil der „Georg Prewens Braüstadl“ in der Burgfriedensgrenzbeschreibung erwähnt wurde. Die Brauerei wechselte im Laufe der Jahrhunderte mehrfach den Besitzer und war Ende des 19. Jahrhunderts im Besitz der Familie Claudi.
Im Mai 1891 veräußerte der Sohn von August Claudi die Brauerei an die Bürgerliche Brauerei-Aktiengesellschaft in Ried, die in der Folge in den Betrieb investierte. Bereits 1908 verkaufte die Aktiengesellschaft die Brauerei jedoch an die am 30. Juli 1908 von 152 Wirten gegründete Genossenschaft. Am 30. November 1908 wechselte die Brauerei zum Preis von 544.000 Kronen den Besitzer. In der Folge sind für die Genossenschaft ein Ausstoß von 29.167 hl (1926/27) und 21.818 hl (1937/38) belegt.
Die Wirte füllten bereits ab 1910 Flaschenbier ab und investierten 1911 in eine Pichereianlage für Groß- und Kleingebinde. 1917 wurde von Therese Wagner die Sodawasser- und Limonadenkonzession erworben.
Nach Kapitalschwierigkeiten 1926/27 wurde 1933/34 das Sudhaus zum Teil um- und aufgebaut und 1936 ein neues Kühlschiff errichtet. 1937 kaufte die Brauerei eine zweite Kühlmaschine, 1938 wurde die Limonadenfabrikation modernisiert. Nach den Krisenjahren des Zweiten Weltkrieges konnte erst 1949 wieder ein zwölfgrädiges Vollbier ausgeschenkt werden. Die Brauerei investierte in den 1950er Jahren in eine vollautomatische Flaschenabfüllung, einen neuen Dampfkessel, die Umgestaltung des Lagerkellers, den Umbau des Garagentraktes und die Anschaffung einer Gerstenputzerei. 1955 wurde zudem ein neuer Hopfenkeller gebaut und zwischen 1956 und 1958 die Gebäude saniert. In den 1970er Jahren folgten weitere Investitionen in die Lagerkeller, weiters wurde eine neue Malzschrotanlage gekauft. 1985/86 erfolgte der Umbau und die Erneuerung des Sudhauses, 1988 die Eröffnung eines neuen Labors. 1990 entstand mit einem Zubau eine Voll- und Leerguthalle mit Expedit, 1992/93 erfolgte die Modernisierung der Flaschenabfüllung, der Flaschenwaschmaschine und der Abwasseranlage.
Zuletzt investierte die Brauerei im Jahr 2003 in die Wiedereinführung der Bügelverschlussflasche. 2005 erfolgte der Umstieg auf das Schonkochverfahren, 2006 der Kauf einer neuen Kistenwaschanlage. Im Zuge der 100-Jahr-Feier der Brauereigenossenschaft erfolgten umfassende Baumaßnahmen, durch die unter anderem ein moderner Bürotrakt mit Verkaufsshop entstanden, die bestehende Lagerhalle erweitert wurde und eine Logistikhalle mit Werkstättentrakt entstand. Seit Anfang 2022 ist die Brauerei Mitglied bei dem „Verein der Unabhängigen Privatbrauereien Österreichs“.

## Produkte
Die Brauerei bietet verschiedene Biersorten wie Märzenbier, Pils, Weizenbier oder Bockbier an, dazu Radler, Bierbrand und auch Fruchtsäfte und Limonaden. Das „Stelzhamer Bier“ erinnert an den 200. Geburtstag von Franz Stelzhamer.